# セントマシューズ (ケンタッキー州)
セントマシューズ（英: St. Matthews）は、アメリカ合衆国ケンタッキー州北中部ジェファーソン郡にある第3等級都市である。2010年国勢調査での人口は17,472 人であり、州内第23位である。ルイビル・メトロ政府の一部であるが、別に法人化された都市である。
セントマシューズ市は州内でも大きなショッピング地域となっており、モール・セントマシューズの規模は州内第2位、オックスムーア・センターは州内第5位である。その他にもシェルビービル道路沿いに多くの小さなショッピングセンターがある。

## 歴史
現在のケンタッキー州にアメリカ・インディアンが入って来た時期については定説と言えるものは無いが、4万年から1万年前と推計されている。ウッドランド後期（西暦1世紀頃）、セントマシューズはオハイオのホープウェル文化と、イリノイのクラブ・オーチャード文化の境目近くにあった。後の1200年頃、ミシシッピ文化とフォート・エンシェント文化の端境近くにあった。18世紀、ショーニー族やイロコイ族など様々なインディアン部族が領有していた。
セントマシューズに最初に入ったヨーロッパ人は、1779年のジェイムズ・ジョン・フロイド大佐だった。フロイドは1774年には既にジェファーソン郡の重要な測量を行っており、フレンチ・インディアン戦争に従軍して報酬の土地を得ていた兵士から2,000エーカー (8 km2) の土地を購入した。フロイドは1779年11月8日に山越えで到着し、数家族と1人の黒人奴隷も連れてきた。彼らは丸太小屋と防御柵を建設し、そこはフロイドステーションと呼ばれるようになった。
19世紀初期、この地域には幾つかのプランテーションがあり、「州の庭園」と呼ばれた。内陸部ブルーグラス地域の大半と同様に、労働力はアフリカ人奴隷だった。主要産品はタバコと麻であり、家畜、主に馬を育てることも重要な経済要素だった。南北戦争の前の時代、ケンタッキーの農園主は概してルイビルの奴隷市場で奴隷を売り、ディープサウスに運ばせ、そこでヨーロッパからの需要がある砂糖や綿花をつらせて大きな利益を上げた。
セントマシューズの町は現在のブレッキンリッジ・レーンとシェルビービル道路、ウェストポート道路の交差点を中心に発展した。1840年までに土地の酒場店主ダニエル・ギルマンから「ギルマンのポイント」と呼ばれていた。1850年に地域初のセントマシューズ・エピスコパル教会が完成して、セントマシューズという名前が使われるようになった。1851年に新設された郵便局がこの名前を採用して公式のものになった。その後も多くのプロテスタント系教会が設立された。市内に3つあるカトリック系教会で古いものは、1882年完成のホリー・トリニティ教会である。トリニティ高校がこの教会の近くに設立された。
セントマシューズ市はルイビル・シンシナティ・アンド・レキシントン鉄道が通り、またルイビルとアンカレッジやミドルタウンとを繋ぐ鉄道も通った。しかし、これら鉄道はセントマシューズの経済を大きくは変えず、20世紀に入っても農業依存のままだった。1910年から1946年には、セントマシューズ商品取引所があり、国内でも第2位のジャガイモ出荷地となったこともあった。20世紀初期に都市化が進み、自動車交通が普及した結果として変化が起こり、農地は次第に住宅地に変わっていった。当初の地主だったブラウン、ルディ、ナンズ、モノハン、オーシュナーといった名前が通りの名前の多くに使われた。町で最初の銀行が1905年に設立された。近代的ショッピング地区が1920年代に発展し始めた。その中には1938年にオープンしたボーグ劇場というランドマークもある。
地域の成長は、1937年オハイオ川洪水でむしろ加速された。ルイビルの低地に住んでいた多くの家族がルイビルを離れてセントマシューズに移って来た。1950年には市として法人化された。これはインフラの問題や下水道を建設する目的もあった。ルイビル大都市圏では初の屋内ショッピングモールであるモール・セントマシューズがこの頃にオープンした。
2001年、セントマシューズ市は、ブロードフィールズ、チェリーウッドビレッジ、フェアミード、プリマスビレッジ、スプリングリーの各市を併合した。

## 地理
セントマシューズ市は北緯38度15分0秒 西経85度38分33秒 / 北緯38.25000度 西経85.64250度 (38.249931, -85.642613)に位置している。
アメリカ合衆国国勢調査局に拠れば、市域全面積は4.0平方マイル (10 km2)であり、全て陸地である。
セントマシューズの現市境は、西がキャノンズ・レーン、南が州間高速道路264号線、北がブラウンズボロ道路と数区画となっている。これにはベルウッド、ブラウンズボロビレッジ、メアリーヒルエステイツ、ウィンディヒルズが含まれている。別に法人化されたリッチローン、ビーチウッドビレッジ、ノーボーンエステイツの各市が、セントマシューズ市に囲まれた位置にある。

## 人口動態

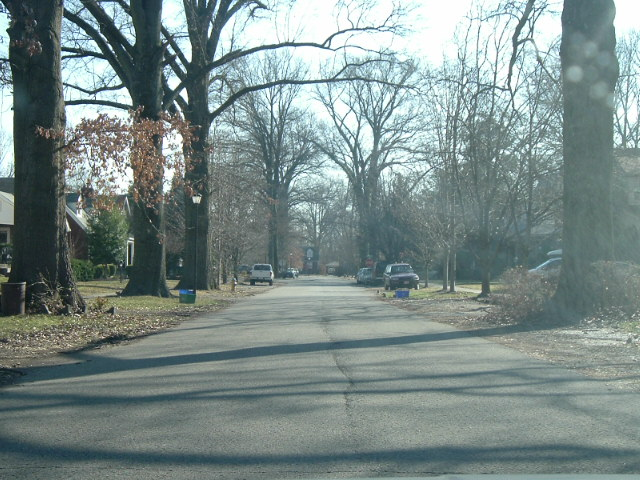
セントマシューズの住宅街

以下は2000年国勢調査による人口統計データである。
| 基礎データ - 人口: 15,852 人 - 世帯数: 7,978 世帯 - 家族数: 3,661 家族 - 人口密度: 1,518.7人/km2（3,938.3 人/mi2） - 住居数: 8,537 軒 - 住居密度: 817.9軒/km2（2,121.0 軒/mi2） 人種別人口構成 - 白人: 90.32% - アフリカン・アメリカン: 4.95% - ネイティブ・アメリカン: 0.15% - アジア人: 2.62% - 太平洋諸島系: 0.01% - その他の人種: 0.59% - 混血: 1.36% - ヒスパニック・ラテン系: 1.69% 年齢別人口構成 - 18歳未満: 17.0% - 18-24歳: 10.2% - 25-44歳: 35.6% - 45-64歳: 20.1% - 65歳以上: 17.1% - 年齢の中央値: 37歳 - 性比（女性100人あたり男性の人口） - 総人口: 86.6 - 18歳以上: 83.6 | 世帯と家族（対世帯数） - 18歳未満の子供がいる: 19.0% - 結婚・同居している夫婦: 34.9% - 未婚・離婚・死別女性が世帯主: 8.4% - 非家族世帯: 54.1% - 単身世帯: 45.2% - 65歳以上の老人1人暮らし: 14.1% - 平均構成人数 - 世帯: 1.94人 - 家族: 5.76人 収入と家計 - 収入の中央値 - 世帯: 42,219米ドル - 家族: 56,473米ドル - 性別 - 男性: 37,306米ドル - 女性: 31,163米ドル - 人口1人あたり収入: 28,601米ドル - 貧困線以下 - 対人口: 6.7% - 対家族数: 4.9% - 18歳未満: 7.8% - 65歳以上: 5.4% |